# Nerazumen človek
Nerazumen človek (angleško Irrational Man) je ameriški kriminalno misteriozni dramski film iz leta 2015, ki ga je režiral in zanj napisal scenarij Woody Allen. V glavnih vlogah nastopajo Joaquin Phoenix, Emma Stone, Parker Posey in Jamie Blackley. Zgodba govori o profesorju filozofije Abu (Phoenix), ki se sooča z eksistencialno krizo.
Film je bil premierno predvajan 16. maja 2015 na Filmskem festivalu v Cannesu, 17. julija je bil izdan v omejeni izdaji, 7. avgusta pa globalno. Naletel je na mešane ocene kritikov. Na strani Rotten Tomatoes je prejel oceno 46%. Vseeno je bil finančno precej uspešen, saj je prinesel dohodek 27,4 milijona $.

## Vloge
- Joaquin Phoenix kot Abe Lucas
- Emma Stone kot Jill Pollard
- Parker Posey kot Rita Richards
- Jamie Blackley kot Roy
- Betsey Aidem kot Jillina mati
- Ethan Phillips kot Jillin oče
- Sophie von Haselberg kot April
- Susan Pourfar kot Carol